# خط إنتاج

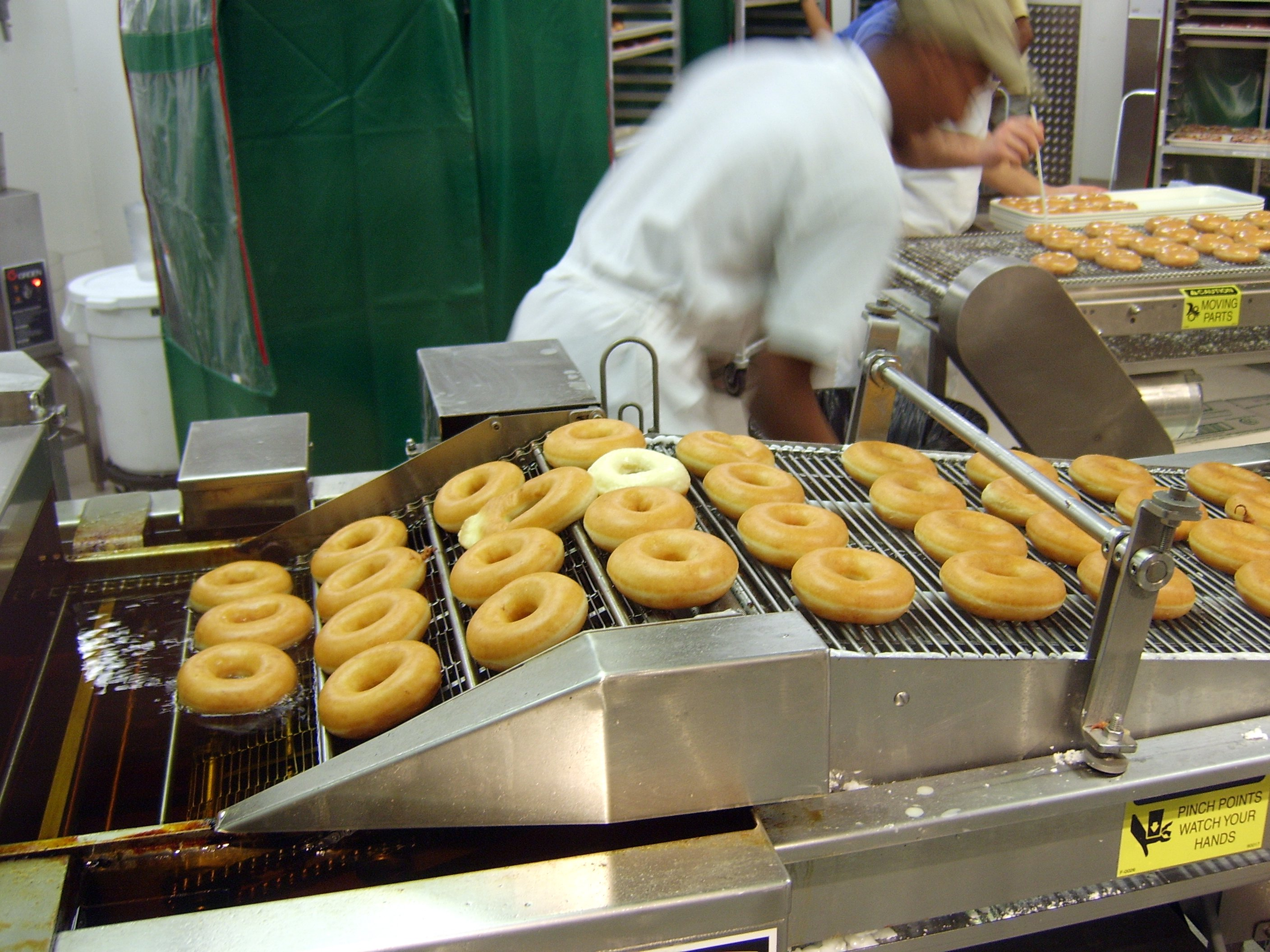
خط إنتاج الكعك الأمريكي (الدونات).

خط الإنتاج (بالإنجليزية: production line) هو مجموعة من العمليات المتتالية في مصنع حيث ينتقل المنتج من مرحلة إلى أخرى حتى يتم إنتاجه، مثل صناعة الخبز أو الكعك، أو إنتاج منتجات معدنية.
في حالة إنتاج مواد غذائية أو أقمشة وإنتاج منتجات معدنية مثل السيارات. يحتاج المنتج إلى القطن مثلا لإنتاج الأقمشة ولا بد من معالجة القطن أولا في عمليات متتابعة مثل اخلاء البذور والتنظيف ثم الغزل ثم النسج حتى يتم إنتاج القماش. وبالنسبة إلى الحبوب، فلا بد من فصلها عن الأعشاب والشوائب وتنظيفها وربما تعبئتها قبل عرضها للبيع. وبالنسبة للمعادن، تتضمن العمليات التكسير والصهر والمزج وربما مزيدًا من المعاملة الحرارية لزيادة الصلادة. وبالنسبة للنباتات، يتعين فصل المواد المفيدة عن القشور الخارجية والمواد الملوثة وغسيلها ثم تجهيزها للبيعها لاحقًا.

## معلومات تاريخية

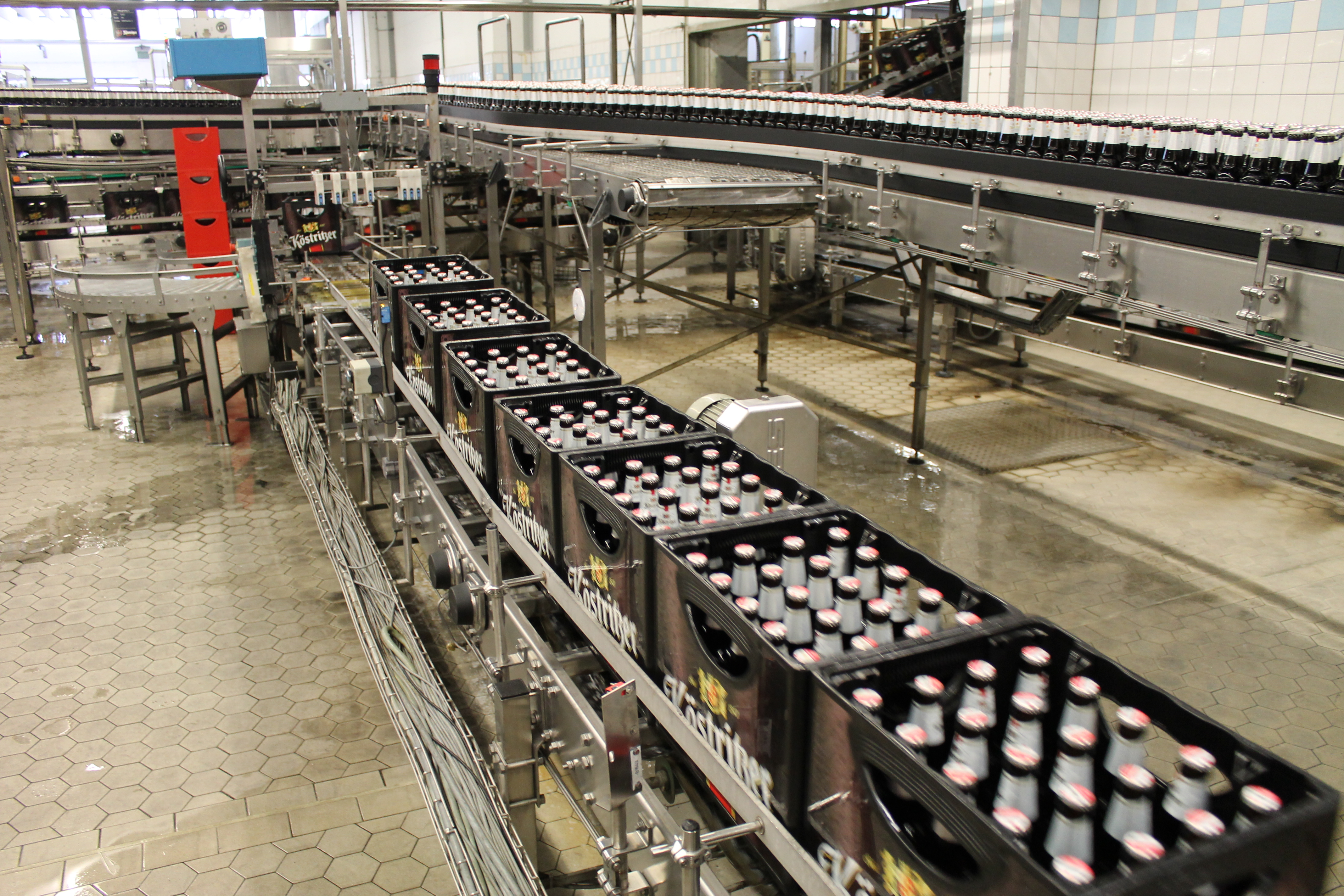
oä خط تعبئة زجاجات في احدى الشركات الألمانية.

كانت عمليات الإنتاج القديمة تقتصر على توافر مصدر للطاقة، من خلال طواحين الهواء والطواحين المائية التي تنتج الطاقة اللازمة لإجراء عمليات مثل طحن الحبوب أو تشغيل مطرقة في ورشة أو إدارة حجر تجليخ وغيرها. مما ساعد الإنسان في الماضي على توفير مجهوده البدني لأعمال أخرى. وفي القرون السابقة، نظرًا لأن المواد الخام والطاقة والموارد البشرية كانت توجد عادة في مواقع مختلفة، كان يتم توزيع الإنتاج عبر عدد من المواقع. وبدأ تجميع أعداد من العاملين في مصانع شبه آلية تعمل على طاحونة هوائية أو مائية، ولاحقًا المصانع الآلية بعد اختراع الآلة البخارية وغيرها كما يتضح من خلال مغازل القطن الخاصة بـ ريتشارد أركرايت، والتوجه نحو تجميع العمليات الفردية في مصنع واحد.

### ظهور المحرك البخاري
مع تطوير المحرك البخاري في النصف الأخير من القرن الثامن عشر، باتت عناصر الإنتاج أقل اعتمادًا على موقع مصدر الطاقة، ولذا فإن معالجة البضائع انتقلت إلى مصدر المواد أو موقع الموارد البشرية لأداء المهام اللازمة لها. وتم تجميع العمليات المنفصلة لمراحل المعالجة المختلفة في نفس المبنى، وتم تجميع المراحل المختلفة للتكرير أو التصنيع.

### الثورة الصناعية
مع تزايد استخدام طاقة البخار وزيادة استخدام الآلات لتحل محل استخدام الأشخاص، دفع الاستخدام المتكامل للتقنيات في خطوط الإنتاج نحو اندلاع الثورات الصناعية في أوروبا والولايات المتحدة.

### الولايات المتحدة
لم تستطع الولايات المتحدة تجاوز معدل نصيب الفرد من الناتج المحلي في العالم إلا بعد تنفيذ تقنيات الإنتاج الشامل. ويمكن أن يُعزى الكثير من هذا النمو على نحو مماثل إلى الاستفادة من الموارد الطبيعية والمواد الخام الهائلة من خلال التشريعات والقوانين. وبالتالي، في عام 1910 تجاوز معدل النمو في الولايات المتحدة نظيره في بريطانيا. (الناتج الصناعي/العامل)

### خط التجميع
وبناءً عليه، من معالجة المواد الخام وصولاً إلى إنتاج البضائع المفيدة، كانت الخطوة التالية تتمثل في مفهوم خط التجميع، كما أدخله إيلي ويتني. وانتقل هذا إلى المرحلة التالية في شركة فورد للسيارات في عام 1913، حيث قدم هنري فورد ابتكار خط نقل السيارات قيد التجميع المستمر بدلا من ورش عمل منفصلة. وبعدها انتشرت خطوط الإنتاج لتشمل تقريبا كل عمليات الإنتاج، مثل إنتاج السيارات وإنتاج الهواتف، وإنتاج التلفاز وإنتاج الحواسيب وغيرها، وهي تـُنتج بأعداد كبيرة جدا.
كما نجد خطوط الإنتاج في صناعة الزجاج، والزجاجات والأكواب وغيرها. وخطوط إنتاج لتعبئة الزجاجات بالمشروبات، وتعبئة العلب بالمأكولات المطبوخة.

## وصلات خارجية
- خط الإنتاج - أمثلة